# Jean-Baptiste Dalmassy
Jean-Baptiste, baron de Dalmassy est un homme politique français né le 19 novembre 1759 à Langres (Haute-Marne) et mort le 17 juin 1828 à Paris.

## Biographie
Issu d'une famille de notaires de l'Esteron (Comté de Nice) remontant au moins au XVIe siècle, il naît à Langres, où son père Honoré s'était établi. 
Avocat, fonctionnaire de l'Empire (ministère de la Guerre), il se rallie après la Restauration à Louis XVIII, qui le fait successivement chevalier puis officier de la Légion d'honneur et enfin baron.
Il est député de la Haute-Marne au Corps législatif de 1813 à 1815.

## Sources
- « Jean-Baptiste Dalmassy », dans Adolphe Robert et Gaston Cougny, Dictionnaire des parlementaires français, Edgar Bourloton, 1889-1891 [détail de l’édition], Dictionnaire des parlementaires français, Presses universitaires de France